# Lista de gravadoras pós-punk
O surgimento de selos e gravadoras independentes ou semi-idependentes foi um dos principais elementos responsáveis pelo desenvolvimento da cena pós-punk. 

## Lista de selos e gravadoras pós-punk
- 4AD
- Beggars Banquet (distribuída pela Warner Bros)
- Corpus Christi
- Crass Records
- Factory Records (e Factory Benelux)
- Falling A
- Fast Product
- Independent Project Records
- Mute Records
- Neutral (de Nova Iorque)
- Play It Again Sam (PIAS)
- Postcard Records
- PVC Records
- Rough Trade
- Situation Two
- Small Wonder
- Some Bizzarre Records
- Touch And Go
- Zensor Records

## Grandes gravadoras
Algumas subsidiárias das grandes gravadoras lançaram discos de artistas pós-punk, especialmente nos Estados Unidos.
- Antilles (subsidiária da Verve)
- Geffen  (subsidiária da MCA)
- Korova (subsidiária da Warner Bros)